# SIMM

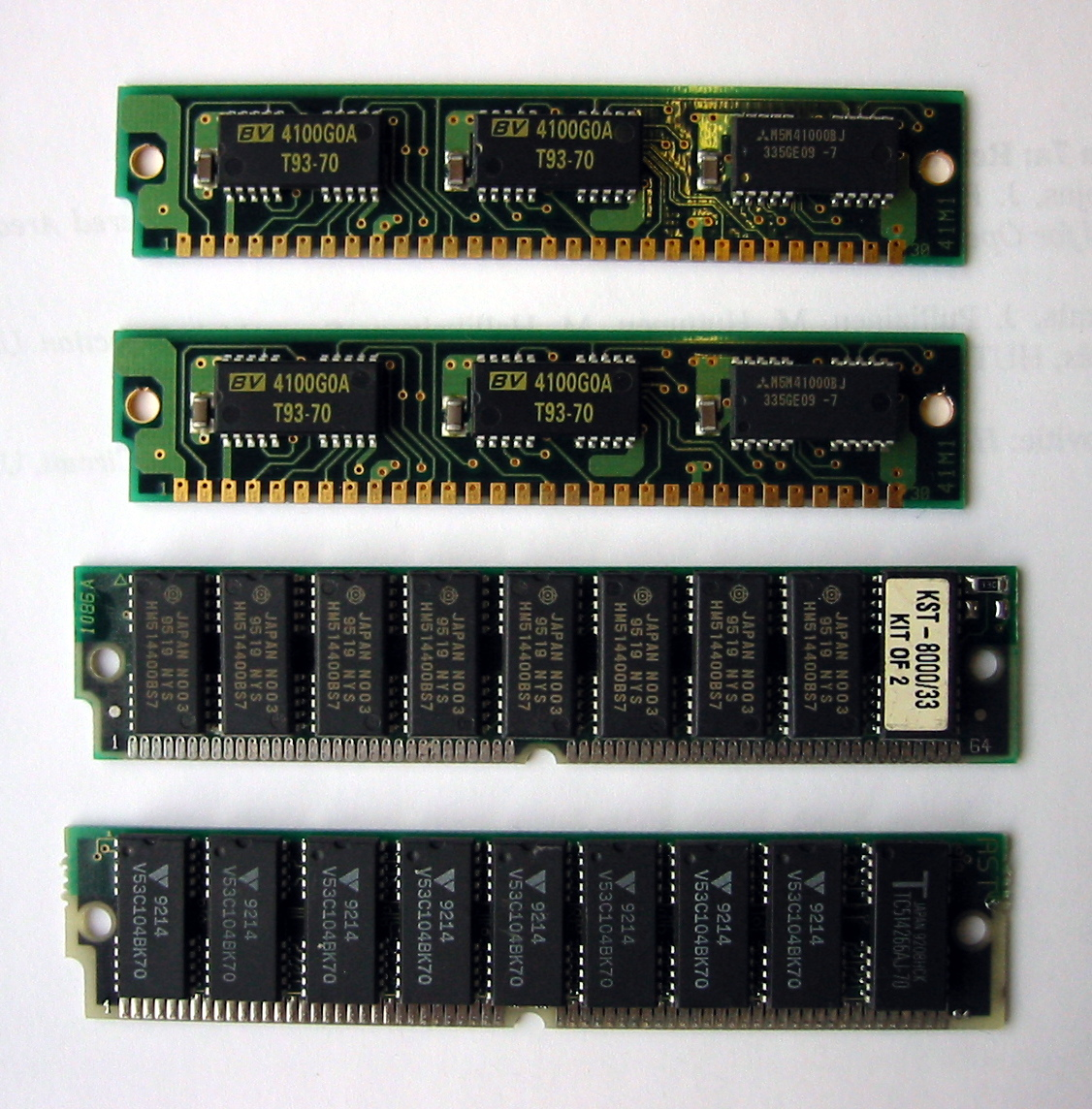
30-виводні та 72-виводні модулі SIMM

SIMM (англ. Single In-line Memory Module — модуль пам'яті з однорядним розташуванням виводів) — форм-фактор модулів пам'яті DRAM. В модулях використовувалися мікросхеми пам'яті FPM, EDO і BEDO (Burst-EDO).
Конструктивною особливістю модулів є те, що у них з'єднано між собою контакти, розташовані один навпроти одного на протилежних сторонах плати. По такій парі контактів передається один і той же сигнал. Мікросхеми в модулях SIMM можуть встановлюватися як на одній, так і на обох сторонах плати.

## Різновиди
30-виводний модуль
Модулі мали ширину шини даних 8 біт та могли мати додатковий біт контролю парності. Використовувалися в персональних комп'ютерах на основі 16-бітних процесорів (встановлювалися парами) та перших 32-бітних процесорів (встановлювалися групами по 4).
72-виводний модуль
Модулі мали ширину шини даних 32 біти (4 байти) і могли мати чотири додаткових біти для побайтового контролю парності або ECC — кодів корекції помилок.
Використання 30-контактних модулів в системах з 64-бітною шиною пам'яті неефективно, оскільки для заповнення одного банку пам'яті 64-розрядних систем необхідно вісім таких модулів. Для заповнення одного банку пам'яті в 64-розрядних системах 72-контактні SIMM необхідно встановлювати парами. В таких системах модулі SIMM було витіснено 64/72-бітними модулями DIMM.